# 香港教育專業人員協會

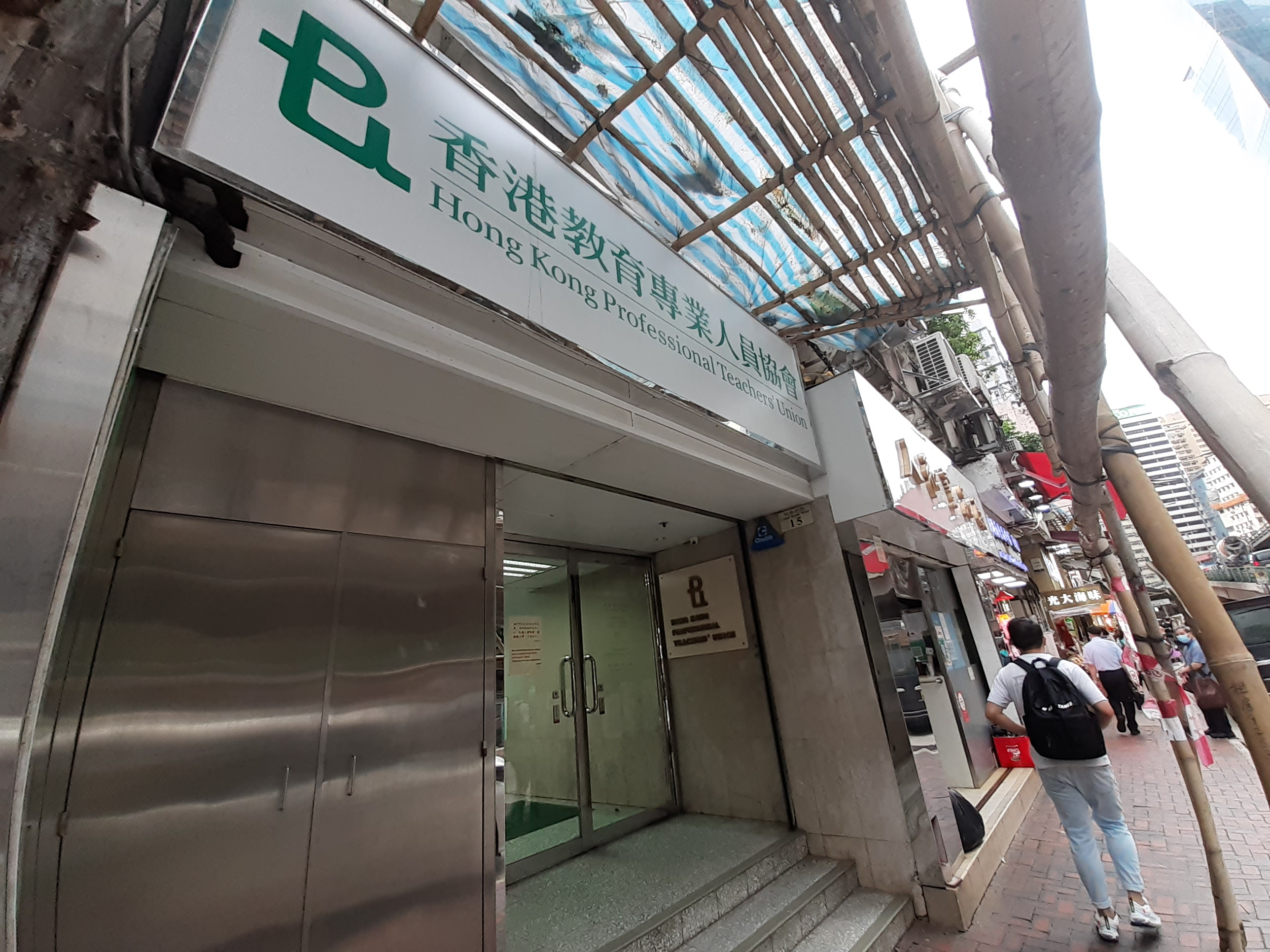
教協位於銅鑼灣堅拿道西的會址

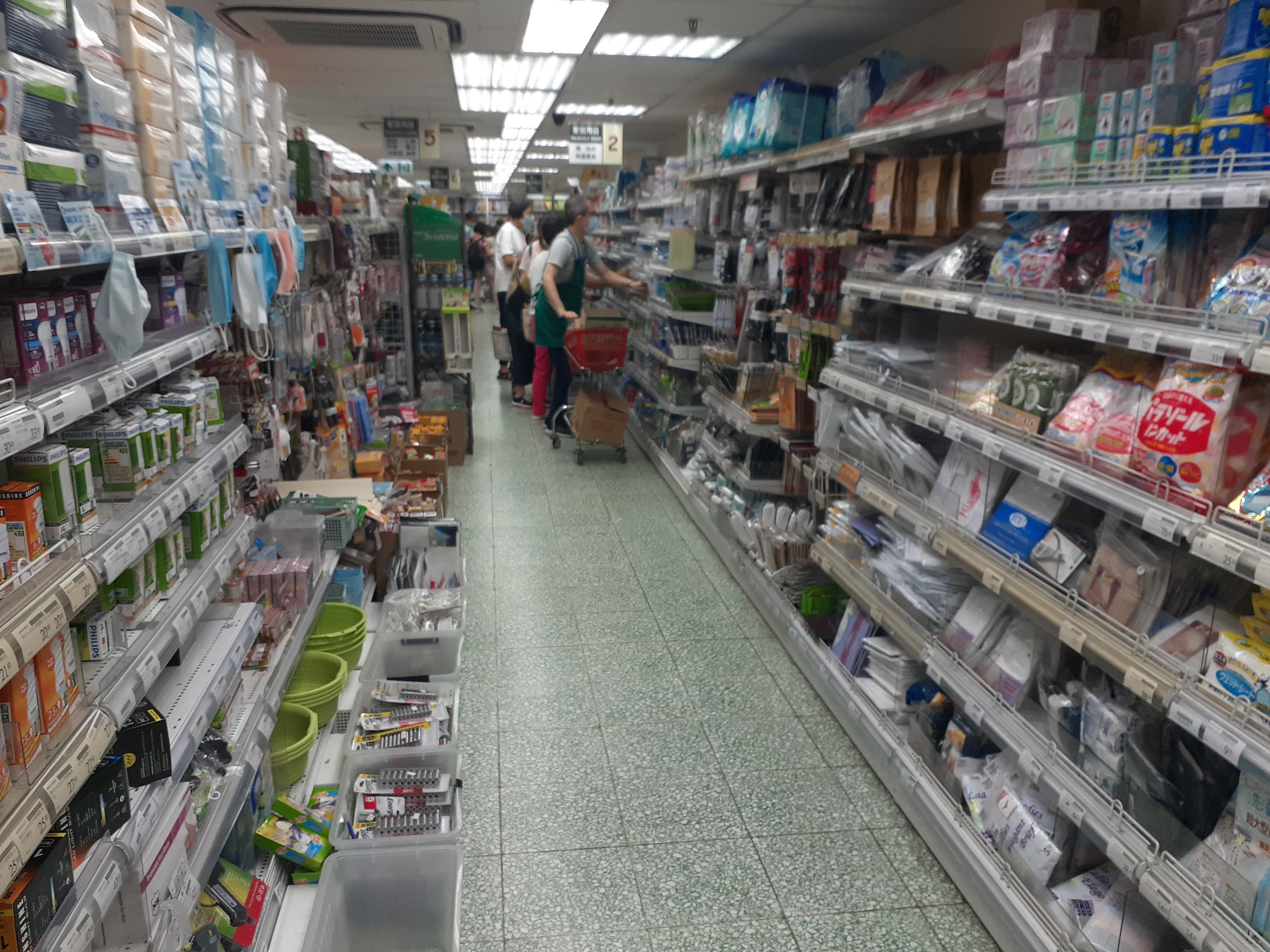
銅鑼灣活動中心的超市

香港教育專業人員協會（英語：Hong Kong Professional Teachers' Union；簡稱：教協），是一個曾經由香港各個大學、中學、小學、幼稚園、特殊學校以及各級學校教師組成的教育工會。會員人數曾一度達到96,670人，是香港曾經最大的單一行業工會及參與會員最多的民主派組織。其定位除了是工會外還是教育團體、社會團體和民間團體。末任會長是馮偉華，而監事會主席潘天賜兼任香港職工會聯盟會長。2021年8月10日，因《港區國安法》等原因，創會達48年的教協宣布解散。2021年9月11日，特別會員代表大會正式通過解散。
其最高權力機構為會員代表大會。會員代表大會休會期間，由理事會執行日常事務，監事會從旁監察。理事會與監事會都是由全體會員一人一票不記名投票選出。

## 歷史
香港教育專業人員協會於1973年由前市政局議員錢世年倡議創立，及後葛量洪校友會觀塘學校校長司徒華獲選為首任主席。
教協會的創立階段，適逢文憑教師薪酬運動。1972年，港英政府降低了文憑教師入職薪點，並企圖將教師薪級脫離公務員總薪級表。當時，香港教育專業人員協會正是在申請註冊等待批准的階段。協會的臨時執行委員會與其他12個教育團體在1973年2月中旬組成「香港教育團體聯合秘書處」並領導「文憑教師薪酬事件」，為非學位教師爭取合理薪酬而舉行大罷課，其後於1978年發起反對校長貪污的金禧事件，奠定教協的地位。
2021年8月10日，教協宣布解散。馮偉華形容該會上周多項行動，包括退出職工盟、推動國史教育等「無用」，指出批評仍從四方八面而來，令教協承受巨大壓力，在研判形勢後，理事會一致通過解散。消息一出，教協旺角及銅鑼灣兩個超級市場隨即大排長龍。
2021年8月28日，教協召開特別會員代表大會，討論及決議通過修改會章，降低解散的門檻，由「必須有全體合格會員三分之二或以上同意」，修訂為「在會員代表大會或特別會員代表大會，出席合格會員代表三分之二或以上同意」，教協會長馮偉華在會後表示，待政府批准修章後，會爭取在九月再召開特別會員代表大會，就通過解散程序投票。有出席的會員表示，教協一直以來為教師發聲，認為絕非「毒瘤」，擔心將來教師的權益會被剝削、任人宰割。亦有會員表示，對教協走到解散的一步感到傷感。
2021年9月11日，教協下午舉行特別會員代表大會，超過140人出席，以132票贊成、6票反對及2票棄權，大比數通過決議解散教協。教協會長馮偉華對教協解散感到心情沉重及可惜，指出解散是無奈但屬必須做的決定，會隨即執行解散程序，希望盡快及有秩序解散，程序相信需要數個月。受解散影响，教协旗下的「司徒華教育基金」亦會一併停止运作。

## 政治參與

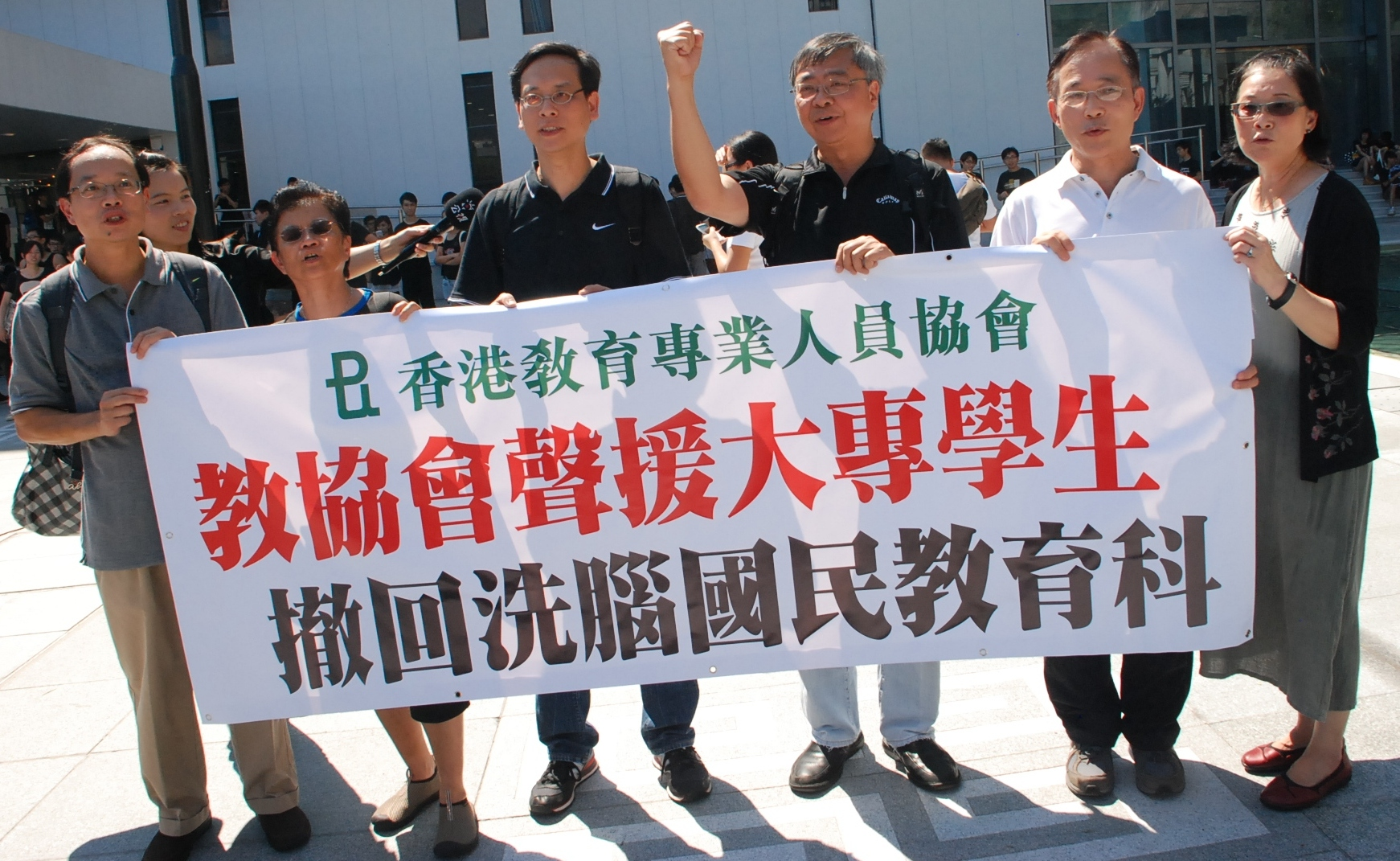
香港教育專業人員協會曾經積極參與大眾關注的社會運動

### 議會工作
1985年開始，香港立法局功能組別設立教育界議席，會長司徒華參選並當選，且在1988年連任，自始此議席一直由教協人士出任，1991年香港立法局選舉首次直選，司徒華改循九龍東選區參選並高票當選，教育界議席由前一年接任會長的張文光當選，他同時亦具有香港民主同盟（民主黨前身）會籍，末任教協會長馮偉華原不具有政黨黨籍，但在2011年加盟民主黨，在2012年香港立法會選舉接替張文光參選教育界議席。
2012年7月25日，馮偉華表示，因前列腺癌指數急升，聽從醫生及家人意見，決定退出參加立法會選舉，他已向教協請假半年以便休養。教協決定改派理事兼總幹事葉建源出選教育界功能組別，其後當選。

### 政制改革
2013年3月21日，香港教育專業人員協會聯同其他民主派政黨及團體成立真普選聯盟。

## 政治立場及關注議題
教協為民主派一員，積極參與民主派發起之活動，自身則以關注教育議題居多。

### 流浪講師問題
近年香港出現了不少未有全職教職，同時出任多間院校兼職教學的大專教員，一般被媒體稱為流浪講師。教協認為，有關做法犧牲教學質素，並希望大學可以投放更多資源於教學工作，改變『重研輕教』現象。

### 反修例運動期間
於反對逃犯條例修訂草案運動期間，教協曾參與及發起集會。
2020年1月3日，教協在中環集會，抗議教育局打壓，集會安排教育工作者、退休校長、工會代表及立法會議員發言，他們大部分戴上口罩，部分人手持旗幟及高叫口號。集會在晚上9時02分結束，共有2萬人参与集會。

### 教師離職意向調查
2021年5月，教協以網上問卷訪問近1200名在職教師及校長，結果顯示四成受訪教師有意離開香港教育界，其中133人將於2021學年結束或之前離開，而474名有意離開的教師中，超過七成表示政治壓力是離職主因。會長馮偉華呼籲停止政治干預，讓教師可以憑專業教學。

### 退出支聯會
2021年7月20日，媒體報導教協考慮到「香港政治環境變差」和港區國安法生效，教協6月底在無反對聲音下通過退出支聯會。

## 解散

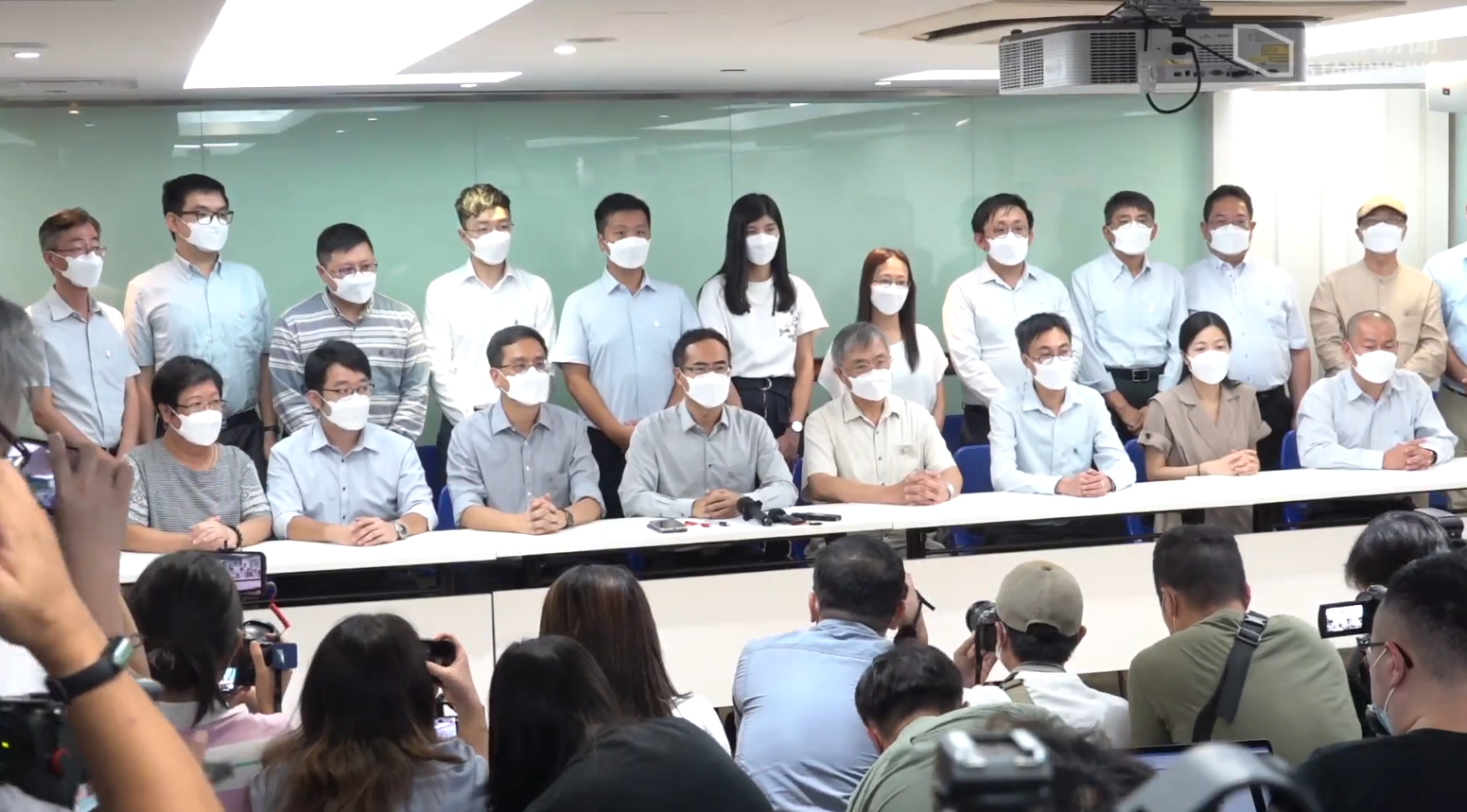
2021年8月10日下午，教協舉行記者會宣布解散

2021年7月31日凌晨，新華社和《人民日報》發表時評，形容教協為「毒瘤」，長期從事「反中亂港活動」。教協雖然近期宣布退出民陣和支聯會，但評論指此舉動是「逃避追責的伎倆」，不只「無法洗脫涉嫌違法的有關問題，更不能勾銷過往煽暴搗亂、禍害香港的罪責」。文章又指「香港教育系統長期藏污納垢、荼毒學生、危害社會」，因此必須剷除教協，為香港教育「正本清源」。同日下午，教育局宣布終止與教協的工作關係，並宣布五大決定﹔
1. 不與教協或其代表舉行任何會議
2. 不再就教育議題諮詢教協意見
3. 暫時不處理教協轉介之個案或提出之關注，有關人士可直接聯絡教育局、相關學校或團體等
4. 全面檢視轄下之諮詢組織及相關教育團體，若有教協成員以該會代表身份出任委員或其他崗位，局方考慮終止其任期、不承認其委員或成員資格、拒絕其參與有關會議或為此入教育局之辦公大樓
5. 不再承認教協為教師舉辦之培訓課程[15]

同日立場親中共的香港教育工作者聯會會長黃均瑜接受《香港01》記者查詢時，稱教協自作自受，並表示教聯會歡迎任何教育界人士加入。
到8月3日，教協會長馮偉華向全體會員發電郵指，工會日後將聚焦教育專業和權益的工作，包括注重師生權益與褔祉、反對港獨，盼教育局盡快恢復處理教協轉介的個案。
8月10日，教協向全體會員發信，並召開記者會宣布解散決定。教協會長馮偉華表示，決定是突然，是基於對全盤環境及形勢的研判。他說，香港的社會及政治環境出現巨大變化，在近月情況變得較差，感受巨大壓力，理事會已盡一切努力，找出可行的方案，去延續會務運作，但看不到前景，難以繼續實踐目標，在無法化解下，理事會經過討論，一致決定宣布解散。香港記者協會表示理解及體諒教協的決定，對香港失去教協感到極度痛心，指出教協多年來在工會運動中，一直扮演重要角色，教協的付出實在功不可沒，教協亦一直致力支援其他工會。教育局發言人稱，對於教協的決定，局方不作評論，強調對教育局的工作絕無影響，局方會繼續與名副其實的教育專業團體通力合作。
9月11日，特別會員代表大會正式通過解散。

## 議員

### 立法會議員
| 界別     | 選區     | 姓名     | 1985-1988 | 1988-1991 | 1991-1995 | 1995-1997 | 2000-2004 | 2004-2008 | 2008-2012 | 2012-2016 | 2016-2020 | 備註 |
| -------- | -------- | -------- | --------- | --------- | --------- | --------- | --------- | --------- | --------- | --------- | --------- | ---- |
| 功能界別 | 教育界   | 葉建源   |           |           |           |           |           |           |           |           |           |      |
| 功能界別 | 教育界   | 張文光   |           |           |           |           |           |           |           |           |           |      |
| 功能界別 | 教學界   |          |           |           |           |           |           |           |           |           |           |      |
| 功能界別 | 司徒華   |          |           |           |           |           |           |           |           |           |           |      |
| 所得議席 | 所得議席 | 所得議席 | 1         | 1         | 1         | 1         | 1         | 1         | 1         | 1         | 1         |      |

## 選舉

### 立法會選舉
| 選舉 | 民選得票 | 民選得票比例 | 地方選區議席 | 功能界別議席 | 總議席 | +/- |
| 1998 | 0        | 0.00%        | 0            | 1            | 1 / 60 | 0 ━ |
| 2000 | 0        | 0.00%        | 0            | 1            | 1 / 60 | 0 ━ |
| 2004 | 0        | 0.00%        | 0            | 1            | 1 / 60 | 0 ━ |
| 2008 | 0        | 0.00%        | 0            | 1            | 1 / 60 | 0 ━ |
| 2012 | 0        | 0.00%        | 0            | 1            | 1 / 70 | 0 ━ |
| 2016 | 0        | 0.00%        | 0            | 1            | 1 / 70 | 0 ━ |

### 區議會選舉
| 選舉 | 民選得票 | 民選得票比例 | 民選議席 | 委任議席 | 當然議席 | 總議席   | +/-  |
| 1985 | 不詳     | 不詳         | 24       | 0        | 0        | 24 / 426 | 24 ━ |

### 已停止舉辦的選舉

#### 立法局選舉
| 選舉 | 民選得票 | 民選得票比例 | 地方選區議席 | 功能界別議席 | 總議席 | +/- |
| 1985 | 0        | 0.00%        | 0            | 1            | 1 / 50 | 1 ━ |
| 1988 | 0        | 0.00%        | 0            | 1            | 1 / 50 | 0 ━ |
| 1991 | 0        | 0.00%        | 0            | 1            | 1 / 60 | 0 ━ |
| 1995 | 0        | 0.00%        | 0            | 1            | 1 / 60 | 0 ━ |

## 歷屆會長
- 司徒華（1974－1990年）
- 張文光（1990－2010年）
- 馮偉華（2010－2021年）[21]

## 會所及超級市場
在教協解散前，教協是香港罕有專設獨立大型會所的工會，且為自置物業，首個會所設在油麻地渡船街文華新村文景樓。
解散前，教協分別有兩個會所－位於九龍旺角彌敦道好望角大廈的九龍會所及香港島灣仔堅拿道西的港島會所。會所內除設有辦公點外，也設有會員醫務所、教室、書店、旅行社、眼鏡店及大型超級市場。值得一提的是，由於教協原為另一個已經解散的香港職工會聯盟旗下屬會，故此持有香港職工會聯盟會員証的工會友好，均可在專屬超級市場購物。
同時由於已故教協創會會長司徒華，至逝世前仍身兼香港市民支援愛國民主運動聯合會主席，故此其九龍會所一直也是支聯會會址，同樣亦為前區局議員的競選總部。
土地註冊處資料顯示，新蒲崗萬廸廣場9樓F、G和H室，面積約4,534方呎，成交價5,942萬元，呎價13,105元，登記買家為香港教育專業人員協會。
2021年9月11日，教協正式解散。當天，原教協會長馮偉華指出，教協已經向一間上市公司出售旺角好望角大廈的會址，作價1.75億港幣，教協變賣其他資產時亦會招標，以增加透明度，又承諾不會賤賣資產。

## 附属机构
- 香港教育專業人員協會教育發展基金有限公司

## 參见
- 香港職工會聯盟

## 延伸閱讀
- 陸鴻基. . 香港城市大學出版社. 2016-07-01. ISBN 9789629372477.
- 陸鴻基. . 香港城市大學出版社. 2016-07-01. ISBN 9789629372675.
- 陸鴻基. . 香港城市大學出版社. 2016-07-01. ISBN 9789629372873.

## 外部連結
- 香港教育專業人員協會主頁（页面存档备份，存于）
- 香港教育專業人員協會官方Facebook專頁 （页面存档备份，存于）
- 香港教育專業人員協會官方Telegram頻道 （页面存档备份，存于）
- 教協第一擊　金禧事件轟動 （页面存档备份，存于）